# Sharon Finneran
Sharon Finneran (n. 4 februarie 1946, Rockville Centre⁠(d), Hempstead⁠(d), New York, SUA) este o înotătoare ce a reprezentat Statele Unite ale Americii, medaliată olimpică. A participat la o ediție a Jocurilor Olimpice (1964) în care a câștigat două medalii de argint.